# Nasięźrzałowce
Nasięźrzałowce (Ophioglossales) – monotypowy rząd roślin; dawniej włączany do sztucznej grupy paprotników, we współczesnych systemach filogenetycznych jest jednym z dwóch rzędów nasięźrzałowych, stanowiących najstarszą żyjącą linię rozwojową w obrębie monilofitów. Do rzędu należy jedna rodzina: nasięźrzałowate (Ophioglossaceae Martinov, Tekhno-Bot. Slovar: 438. 3 Aug 1820). Przedstawiciele nasięźrzałowców występują głównie w strefie klimatu umiarkowanego, nieliczne gatunki spotykane są w strefie klimatu tropikalnego. Rośliny głównie naziemne (kilka gatunków epifitycznych).
Ze względu na posiadanie kłosów zarodnionośnych, niektórzy przedstawiciele rodziny nasięźrzałowatych utożsamiani bywają z „kwiatem paproci” ze słowiańskiej tradycji kulturowej.

## Systematyka
Podział według PPG I (2016)
Rodzina: nasięźrzałowate Ophioglossaceae Martinov
- podrodzina Helminthostachyoideae C.Presl
  - Helminthostachys Kaulf.
- podrodzina Mankyuoideae J.R.Grant & B.Dauphin
  - Mankyua B.Y.Sun, M.H.Kim & C.H.Kim
- podrodzina Ophioglossoideae C.Presl
  - Cheiroglossa C. Presl
  - Ophioderma (Blume) Endl.
  - Ophioglossum L. – nasięźrzał
  - Rhizoglossum C.Presl
- podrodzina Botrychioideae C.Presl
  - Botrychium Sw. – podejźrzon
  - Botrypus Michx.
  - Japanobotrychium Masam.
  - Sceptridium Lyon

Podział według Smitha i in. (2006)
Rodzina: nasięźrzałowate (Ophioglossaceae (R. Br.) C. Agardh)
- nasięźrzał (Ophioglossum L., tu należą też wyłączane czasem jako rodzaje odrębne: Cheiroglossa C. Presl, Ophioderma (Blume) Endl., Rhizoglossum C.Presl)
- podejźrzon (Botrychium Sw., tu należą też wyłączane czasem jako rodzaje odrębne: Botrypus Michx., Japanobotrychium Masam., Lunularia Batsch, Osmundopteris (J.Milde) Small, Sceptridium Lyon)
- Helminthostachys Kaulf. (tu należą też wyłączane czasem jako rodzaje odrębne: Botryopteris C. Presl, Ophiala Desv.)
- Mankyua (takson monotypowy z jednym gatunkiem M. chejuense opisanym po raz pierwszy w 2001, znaleziony na koreańskiej wyspie Czedżu).